# Wild T2
Der Wild T2 ist ein optisch-mechanischer Theodolit der Schweizer Firma Wild-Heerbrugg. Er war früher der weltweit meistverbreitete Sekundentheodolit. Seine um 1930 konstruierte Grundversion war vermutlich der erste Präzisionstheodolit in geschlossener Bauweise und geht im Wesentlichen auf Heinrich Wild zurück, den Erfinder und Unternehmensgründer der Firma Wild. Optisch-mechanische Theodolite sind heute weitestgehend durch volldigitalisierte Totalstationen verdrängt worden.

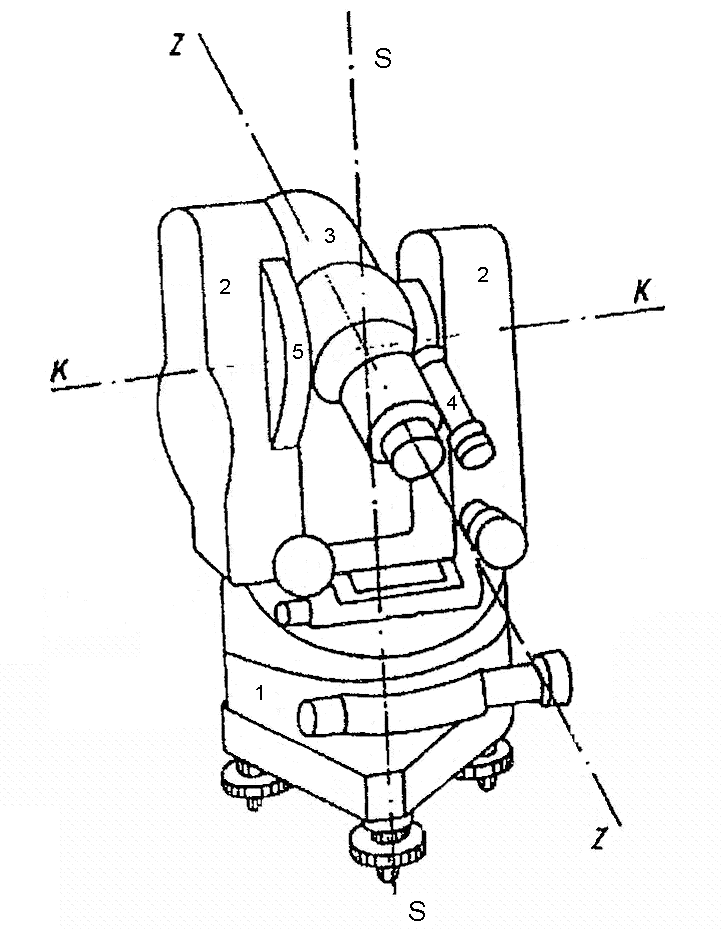
Schematischer Aufbau des Wild T2

## Bedeutung für die Entwicklung der Geodäsie
Der T2 hatte – bei etwa halben Gewicht – die gleiche Genauigkeit (±1″) wie die bis dahin gebräuchlichen Triangulationstheodolite, deren Feinmechanik und Teilkreise offen lagen. Der Name T2 sollte die gegenüber dem einfacheren Wild T1 höhere Genauigkeit signalisieren; anfangs wurde er auch als Universaltheodolit bezeichnet, um das breitere Einsatzspektrum anzudeuten.
Im Design kompakt gestaltet, machte er die olivgrüne Farbe der Wild-Instrumente zu einem Markenzeichen und ließ sich mit zahlreichen Zusatzgeräten kombinieren. In den 1950er- und 1980er-Jahren wurde der T2 jeweils modernisiert, behielt aber seine Bezeichnung. Der „klassische“ T2 wurde bis etwa 1995 produziert.

## Technische Daten
Das Grundkonzept des Theodolits stammt von Heinrich Wild und hat sich über viele Jahrzehnte bewährt. Sein Gewicht beträgt je nach Ausführung 5–6 kg, mit „Bombe“ (Schutzgehäuse) etwa 8 kg; die Abmessungen sind etwa 12 × 13 × 20 cm.
Das achromatische Fernrohr hat etwa 30-fache Vergrößerung und 40 mm Öffnung, Innenfokussierung und -Beleuchtung. Direkt neben dem Okular des Messfernrohrs ist ein zweiter Einblick für die Kreisablesung. Sie erfolgt mit kurzen Mikroskopen, die je zwei gegenüberliegende Stellen der Teilkreise zusammenspiegeln, um eine eventuelle Exzentrizität zu beseitigen. Die Kreisablesung ist bei Bautypen ab etwa 1975 bereits teildigitalisiert (geringere Gefahr von Grad- und Minutenfehlern) und erfolgt durch Koinzidenz der gegenüberliegenden Teilkreisstriche. Für diese Feinablesung dient ein Planplattenmikrometer, das auf Winkelsekunden (Bogensekunden) geteilt ist und die bis etwa 1940 verbreiteten Nonien ersetzte. 
Was das Fadenkreuz betrifft, hat der T2 den Standard mit kombinierten Einfach- und Doppelstrichen sowie den zwei Distanzfäden gesetzt. Die Additionskonstante für die einfache Tachymetrie mit senkrechter Messlatte ist nahezu Null. 
Die Grob- und Feinbewegungen in Richtung und Höhenwinkel sind in Form von vier Drehknöpfen auf der Alhidade und den Fernrohrstützen angeordnet. Dies erfordert anfangs einige Gewöhnung; spätere Konkurrenzprodukte (z. B. der ThII von Zeiss oder der DKM2-A von Kern-Aarau) sind deshalb auf zwei konzentrische Drehknöpfe übergegangen.
Der Unterbau hat optisches Lot, Beleuchtungsanschlüsse und die Horizontalkreis-Verstellung. Die Anordnung der drei Fußschrauben und der Stativteller haben den Standard für fast alle späteren Instrumente auch anderer Hersteller gesetzt.
Die Stehachse ist zylindrisch ausgeführt, was zwar sehr robust ist, aber geringfügige sekundäre Achsfehler („Taumelfehler“) von 1″ bis 2″ mit sich bringt. Heute sind Kombinationen von Zylinderachsen mit einem horizontalen Kugellager üblich.
Der Theodolit ist auch für den Einsatz im Markscheidewesen und in der Astrogeodäsie geeignet, etwa mit Zenitprisma und einer genauen Reiterlibelle. Für Triangulationen erster bis zweiter Ordnung und auf 2× höhere Genauigkeit ausgelegt war hingegen das nächstgrößere Instrument, der Präzisionstheodolit Wild T3 (den heute digitalisierte Instrumente ersetzen) und das schwere Universalinstrument Wild T4.
Zur sprichwörtlichen Robustheit: Ein T2, der in seiner Metallbombe einen Sturz über eine 100 Meter hohe Felswand „überlebt“ hatte, war in den 1970er-Jahren der „Star“ einer Geodäsie-Messe. Er musste von Wild-Heerbrugg nur geringfügig nachjustiert werden. Der Behälter sah allerdings aus wie eine Ziehharmonika.

## Zur Erfolgsgeschichte des T2
Entscheidend für den technischen und wirtschaftlichen Erfolg des T2, der von etwa 1930 bis 1990 anhielt, waren zunächst:
1. Die geschlossene Metallhülle, die Temperatur-Einflüsse auf die Alhidade, die Teilkreise und die Ablesungs-Optik stark reduzierte;
2. bessere Konstruktionen der Stehachse und der Kippachse, mechanisch und thermisch stabilere Rektifizierungs- und Justierschrauben, beispielsweise für die optische Achse (Zielachsenfehler)
3. Teilkreise aus Glas (statt versilbertem Metall), die durch Einspiegelung von jeweils gegenüberliegenden Teilstrichen auch geringere zyklische und zufällige Fehler hatten
4. Ablesefernrohre statt der bisherigen Nonien, optische Mikrometer zur Feinablesung der Teilkreise
5. Geschütztere Lage der Libellen, um ihr Auswandern bei Sonnenstrahlung zu vermeiden.

Das von Heinrich Wild um 1935 erfundene Doppelkreis-Prinzip für die Kreisablesung wurde nicht mehr bei Wild realisiert, sondern erst im DKM1 der Firma Kern Aarau, wohin H. Wild wechselte.